# Glenea corona
Glenea coroa é uma espécie de escaravelho da família Cerambycidae. Foi descrita por James Thomson em 1879. É conhecida a sua existência do Nicobar e Andaman Ilhas.